# DAF Y-2300
Die DAF Y-2300-Baureihe war ein militärischer Lkw mit einer Nutzlast von zehn Tonnen, den DAF für die niederländische Armee produzierte. Das Fahrzeug wurde in verschiedenen Varianten für den allgemeinen Gebrauch gebaut und ersetzte die Kipperfahrzeuge der Baureihe DAF YA-616, die DAF in den 1960er-Jahren an die königliche niederländische Armee lieferte. Insgesamt wurden mehr als 1100 Fahrzeuge in der Zeit von 1983 bis 1986 hergestellt. Abgeleitet war die DAF Y-2300 Baureihe aus der zivilen DAF F1600/F1800 Modellreihe. Das Nachfolgemodell für die Sattelzugmaschine YTV-2300 war der DAF Tropco.

## Allgemeines
1983 begann DAF mit der Produktion des Zehntonners YAZ-2300 für die niederländische Armee. Hauptaufgabe dort war der Transport von Munition. Der LKW hatte Allradantrieb (Antriebsformel: 6×6) und wurde mit einem DAF 825 DHS Turbodiesel mit 245 PS (180 kW) Leistung ausgestattet. Zum Be- und Entladen hatten die meisten Fahrzeuge einen Ladekran. Der YAZ-2300 wurde auch zum Transport von Behelfsbrücken verwendet, die über ein hydraulisches System ins Wasser gelassen werden.
Darüber hinaus gab es ihn als Kipperfahrzeug YKZ-2300 und als Tankfahrzeug YGZ-2300.

## DAF YTV-2300

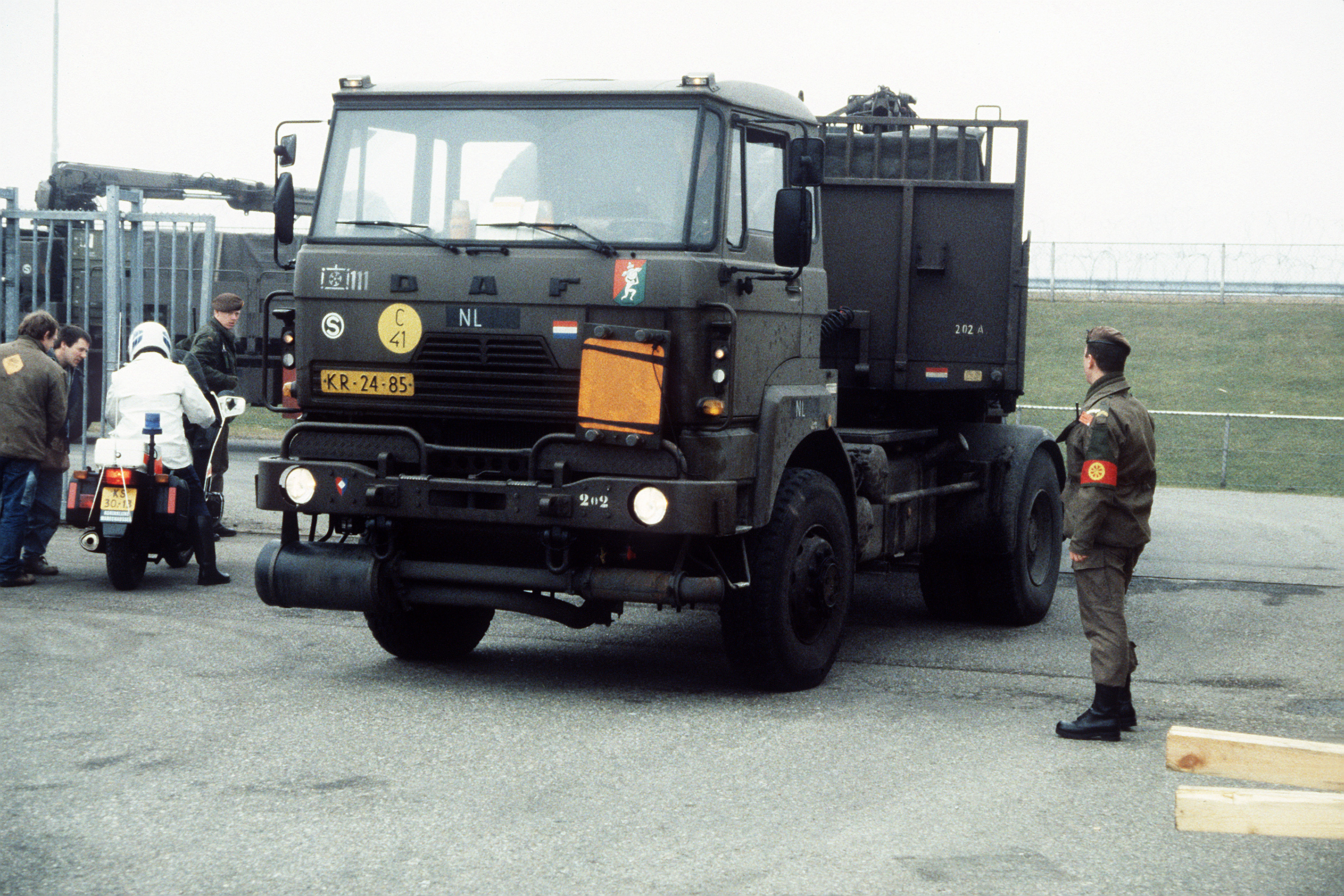
DAF YTV-2300

Von der Y-2300 Baureihe abgeleitet war die Sattelzugmaschine YTV-2300. Sie hatte auch Allradantrieb, aber nur zwei Achsen mit hinterer Doppelbereifung.

## Technische Daten
Die Baureihe hatte ein um 60 Grad kippbares Führerhaus, das die Wartung des Motors vereinfachte. Beim YAZ-2300 war die Ladefläche aus Aluminium und seitlich waren mobile Stützpfeiler angebracht zur Erhöhung der Stabilität beim Heben von Lasten. Der reine Transport-LKW sowie der YTV-2300 hatten einen 40 Zentimeter kürzeren Radstand als die anderen Modelle.

### Motor
- Typ: 6-Zylinder, OHV, flüssigkeitsgekühlt
- Hersteller: DAF 825 DHS
- Motor: 8,25 Liter
- Leistung: 245 PS bei 2300 min−1
- Maximal zulässige Geschwindigkeit: 80 km/h
- Tankinhalt: 200 Liter
- Reichweite: 600 km

### Gewichte und Abmessungen
- Nettogewicht: 13.000 kg (YTV-2300: 7.200 kg)
- Maximal zulässige Nutzlast: 10.000 kg (YTV-2300: 30.000 kg)
- Gesamtlänge: 9,6 Meter (YTV-2300: 6,08 Meter)
- Gesamtbreite: 2,5 Meter
- Gesamthöhe: 3,6 Meter über Führerhaus (YTV-2300: 3 Meter)
- Radstand: 4,85 Meter
- Bodenfreiheit: 0,32 Meter
- Böschungswinkel: 30°